# Гора (Дманисский муниципалитет)
Гора (груз. გორა, греч. Пиранчия, азерб. Canbağça) — село в подчинении сельской административно-территориальной единицы Сакире, Дманисского муниципалитета, края Квемо-Картли республики Грузия с 47 %-ным греческим и столько же азербайджанским населением. Находится в юго-восточной части Грузии, на территории исторической области Борчалы.

## История

### Топоним
Топоним села Джанбахча (азерб. Canbağça) в переводе с азербайджанского языка на русский означает «Райский сад».

## География
Село расположено на Башкечидском плато, в 50 км к юго-востоку от районного центра Дманиси, на высоте 1355 метров от уровня моря.

## Население
По данным Государственного статистического комитета Грузии, согласно официальной переписи 2002 года, численность населения села Гора составила 38 человек, из них 47 % - 47 % - греки и азербайджанцы.
Согласно переписи населения 2014 года численность населения села Гора составила 11 человек.

## Экономика
Население в основном занимается овцеводством, скотоводством и овощеводством. В селе имеется питьевой источник воды.

## Достопримечательности
- Средняя школа